# Ковач Павло Павлович
Павло Павлович Ковач (нар. 9 червня 1959, Свобода, Берегівський район, Закарпатська область) — український художник, куратор, живописець, графік, перформер, вчитель, учасник групи «Поп-транс», співзасновник галереї «Коридор» та музею-майстерні Павла Бедзира, член спілки художників України.
Мешкає та працює в Ужгороді.

## Життєпис
Павло Ковач народився 9 червня 1959 року в с. Свобода Берегівського району Закарпатської області. У 1976 році вступив в Ужгородське училище прикладного мистецтва на відділення художньої обробки металу. Навчався у Василя Петрецького, Івана Маснюка, Шандора Петкі, Йосипа Пала та інших відомих художників Закарпаття. У 1978 році познайомився з Павлом Бедзіром: авангардним художником, майстром абстрактного мистецтва та творчим дисидентом. Ця зустріч мала величезне значення у творчому розвитку молодого художника.
З 1984 року Павло розпочав виставкову діяльність, а через 5 років взяв участь у міжнародному бієнале. З 1989 по 2002 рік працює вчителем малювання у Ужгородській гімназії. У 1998 році входить до мистецької групи «Поп-транс», з якої проводяться десятки виставок у Бостоні, Берліні, Парижі, Києві та в інших містах України.
З 2002 року Павло Ковач займається реконструкцією та реставраційною роботою. Він відновлює розписи Хрестовоздвиженського кафедрального греко-католицького собору в Ужгороді, а також церкви у с. Білки Іршавського району Закарпатської області. У 2003 році започатковує неформальну Галерею «Коридор», що об'єднує митців, музикантів та літераторів з нетрадиційною формою художнього висловлювання. У 2009 році ініціює перше вручення премії Павла Бедзира — її отримав Роберт Саллер за твір «Ксенія». В 2011 лауреатом премії став Володимир Топій. В різні роки нею були нагороджені Антон Варга, Петро Ряска та Данило Ковач. В 2016 році засновує майстернею-музеєм Павла Бедзира, де діє бібліотека заснована ще Павлом Бедзиром, проводяться зустрічі з художниками, презентації проектів, портфоліо, ревю та дискусії, події та виставки, пов'язані з діяльністю резиденції «Вибачте, вільних номерів немає».

## Творчість
Павло Ковач займається живописом, інсталяцією, відео-перформансом. Він підкреслює, що не працює у єдиному стилі і позитивно ставиться до всіх форм мистецтва.
Роботи художника виставлялися у художній галереї сучасного мистецтва Bottega, Щербенко артцентрі, Національному культурно-мистецькому та музейному комплексі «Мистецький арсенал», Музеї історії міста Києва, Карась Галереї (усі вони знаходяться в м. Київ). Роботи митця демонстрували в ILKO Gallery, галереї «Ужгород» (Ужгород), галереї Коридор (Ужгород), в Галереї Дзиґа, Галереї Гаррі Боумена (Львів), галереї Детенпула (Львів), а також у галереях та на фестивалях в Польщі, Угорщині, Словаччини, Італії, США та в інших країнах. Учасник проекту Відкритий архів та проекту  Відкритої групи "ArsLongaVitaBrevis". 
Павло Павлович Ковач курував виставки, відомий своїми перформансами та особливо справою збереження пам'яті про життя і творчість Павла Бедзира, якого він називає своїм вчителем. Також, неформальний вчитель вплинув на молодше покоління художників Закарпаття, серед яких Аттіла та Томаш Гажлінскі, Антон Варга, Петро Ряска, Павло Ковач молодший, Данило Ковач, Юрій Білей, Станіслав Туріна.

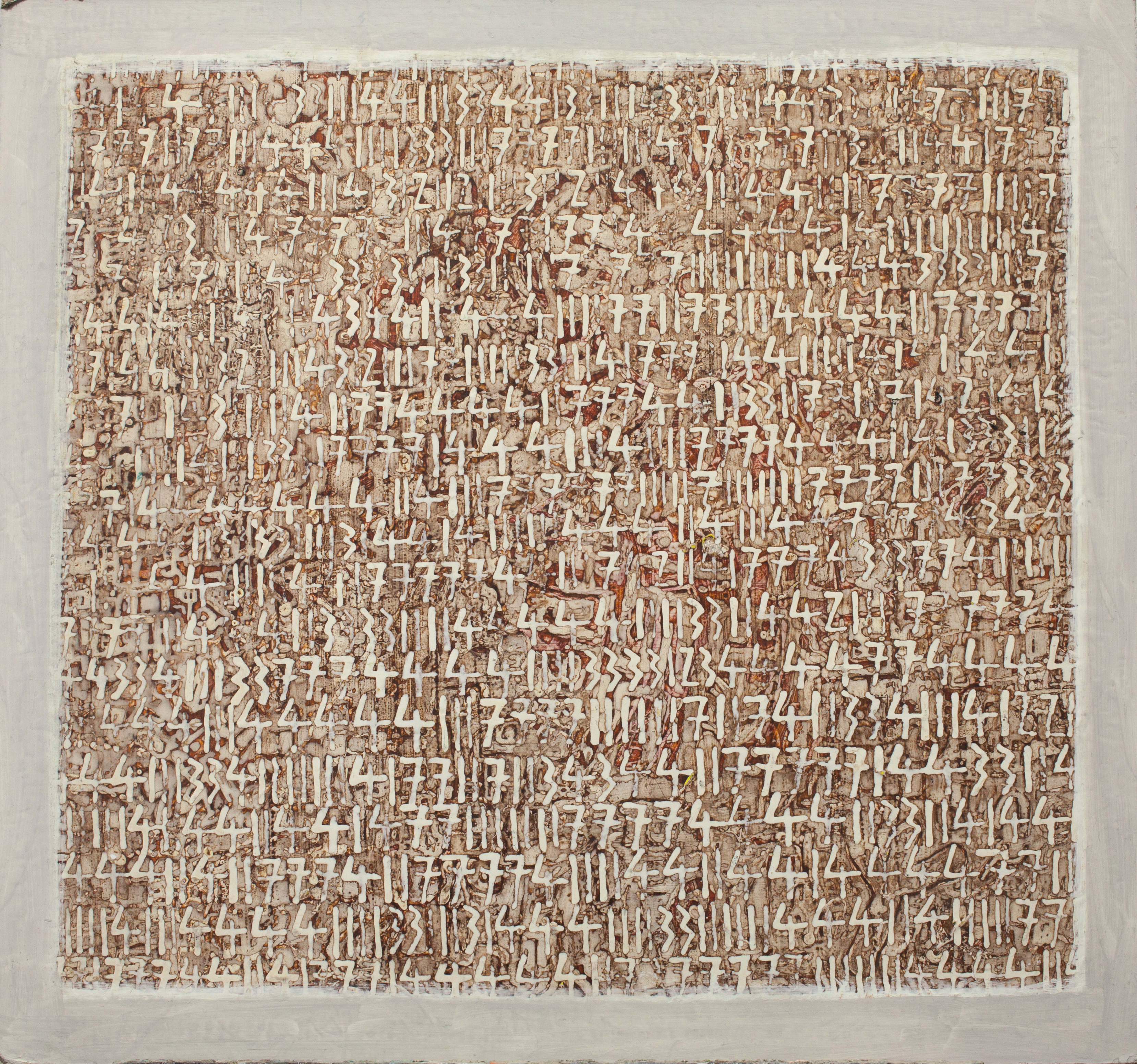
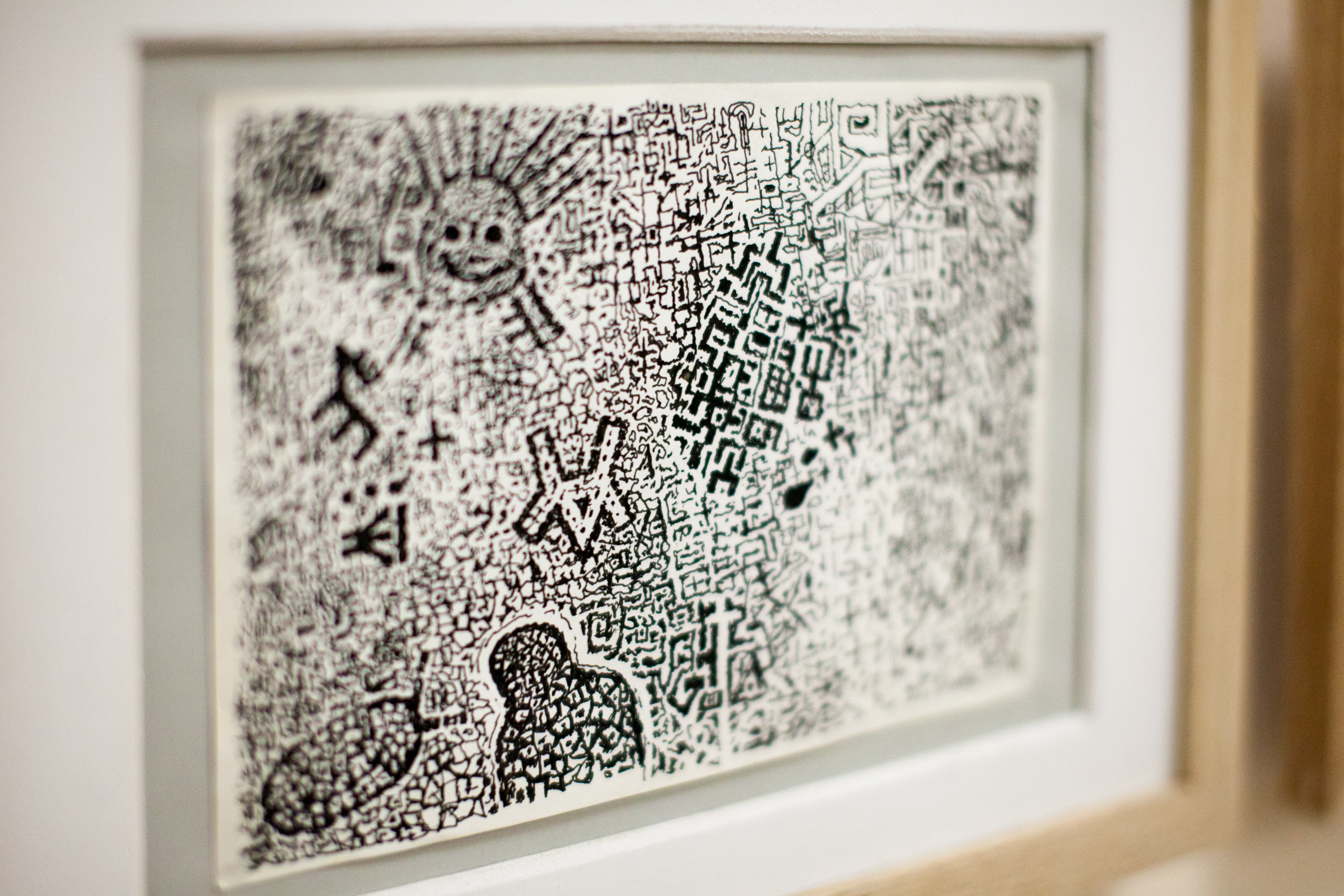
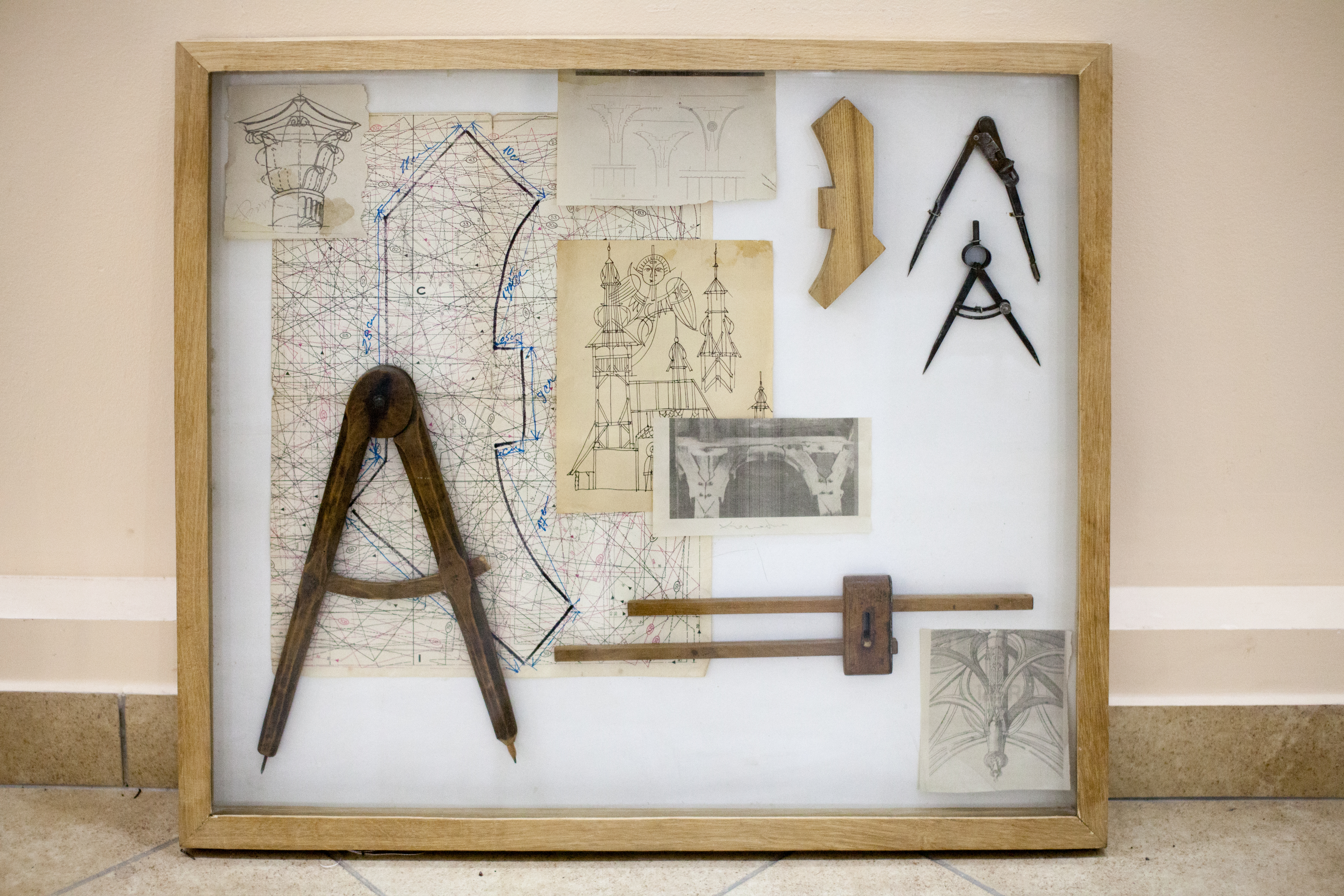
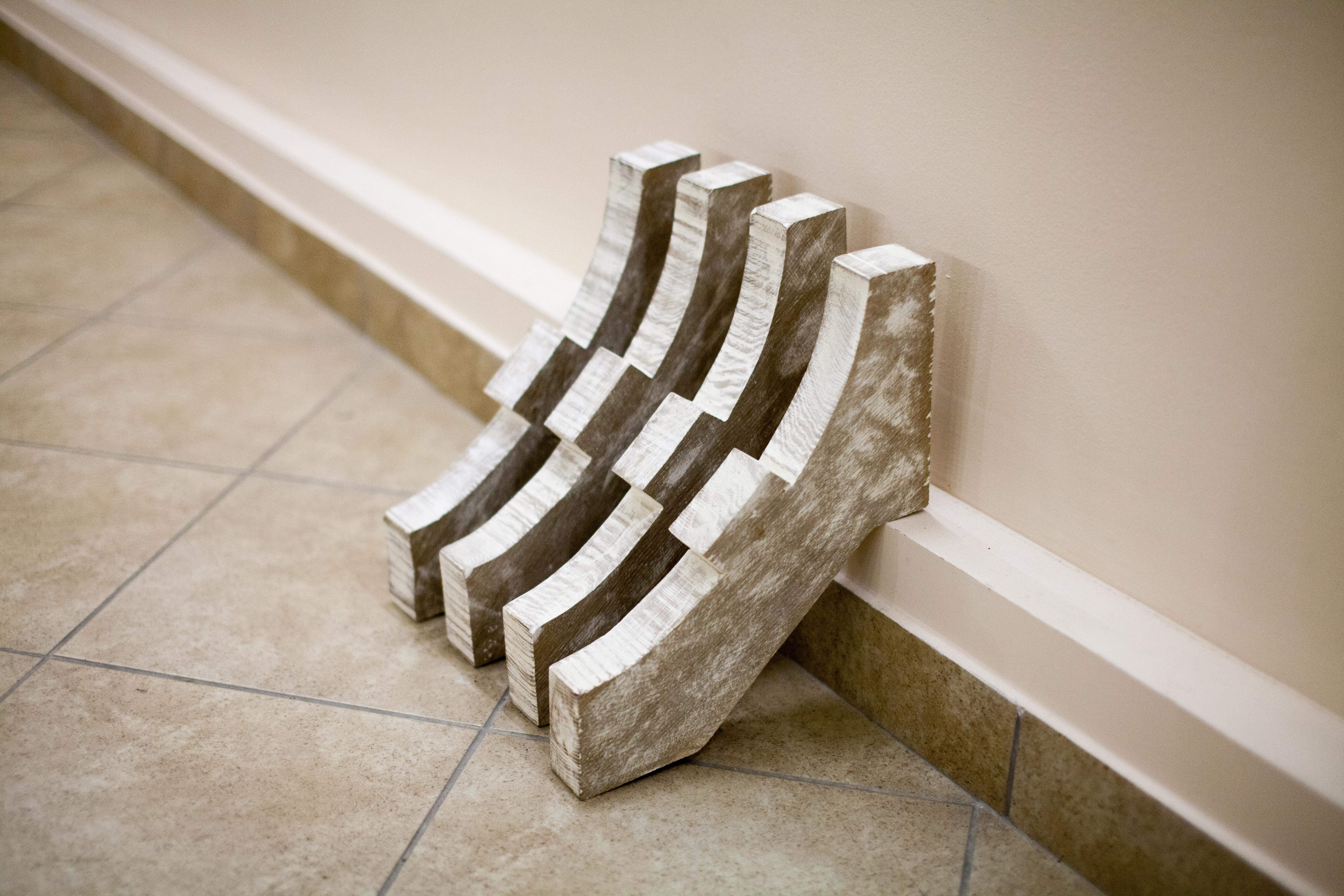
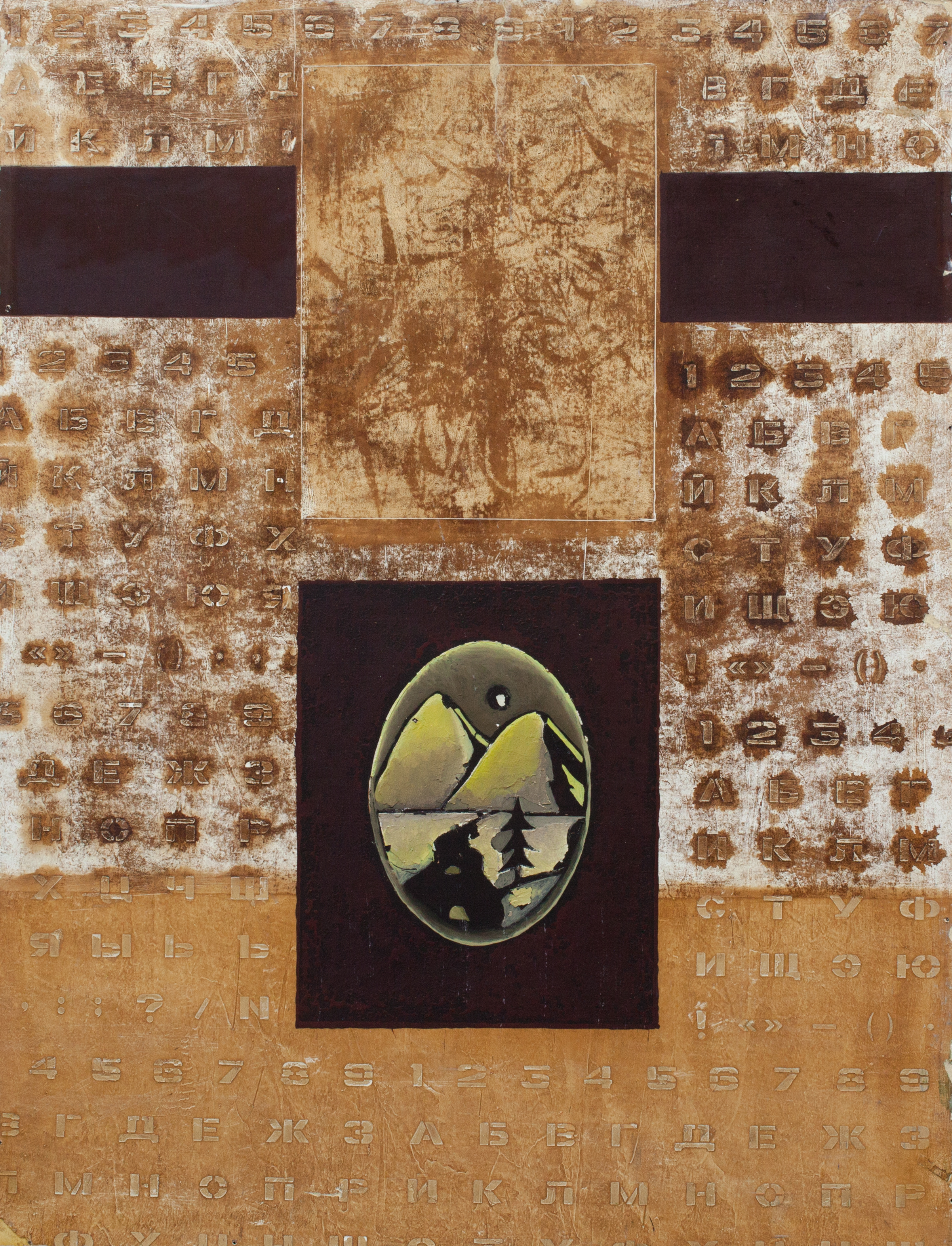

## Відео

##### Відео перформансів та робіт
- Мовчання Сфінкса. Перформанс на Тижні актуального мистецтва, Львів, 2016
- Перформанс Павла Ковача на Тижні актуального мистецтва, Львів, 2015
- Робота Павла Ковача в проекті «Тимчасова виставка.Ситуація», Галерея Коридор, Ужгород, 2014
- Перформанс «Повішання картини» 1990-ті, Дрогобич [Архівовано 23 Вересня 2020 у Wayback Machine.]

##### Інтерв'ю
- Відеопортрет художника [Архівовано 22 Вересня 2020 у Wayback Machine.]
- Павло Ковач про виставку «Культурний ландшафт». «Ранок на Тисі» (24.10.17)
- Павло Ковач про здобуття ордена Кирила та Мефодія. «Ранок з UA: Закарпаття» (27.01.2020)
- Ужгородцям і гостям міста презентували ювілейну «Стіну» Павла Ковача
- «Мистецтво жити». В сплетінні епох. Павло Ковач телеканал Тиса-1, (30.04.13)| Словники та енциклопедії | Енциклопедія сучасної України |
| Нормативний контроль     | GKG: /g/11jn6dcffj            |